# スタームルガー LC9
スタームルガーLC9 （RugerLC9）は、2011年にアメリカのスターム・ルガー社が開発した自動拳銃である。
なお「LC9」とは、Lightweight Compact 9mm (小型軽量9mm)の頭文字を取ったもの。

## 概要
2011年のSHOT Showで発表された、個人の護身用や警察など法執行機関のコンシールド（秘匿携行）用自動拳銃である。
2008年に発売された.380ACP弾を使用する同社のLCPに比べ、9mmパラベラム弾を使用するため大きくなっている。
スライドは合金鋼製、フレームにガラス充填ナイロン製のポリマーを使用している。マニュアルセーフティ、マガジンセーフティ付、リアサイトは左右調節可能である。
2013年には、9発入りの弾倉も発売された。